# Grande Tête de l'Obiou
La Grand Tête de l'Obiou, detta anche semplicemente Obiou, è una montagna delle Alpi Sud-occidentali (Prealpi del Delfinato) alta 2.789 m s.l.m.. È la vetta più alta del sottogruppo prealpino.

## Ascesa alla vetta
È possibile salire sulla vetta partendo da Les Payas, località situata nel comune di Corps.